# Nădlac
Nădlac (în slovacă Nadlak, în maghiară Nagylak, în germană Nadlak, in sârbă Надлак) este un oraș în județul Arad, Crișana, România.
Are o populație de aproximativ 8000 de locuitori, dintre care aproximativ o jumătate este de origine slovacă, ceea ce face din Nădlac cea mai mare comunitate slovacă de pe teritoriul României. Imigranții slovaci au început să vină la Nădlac în a doua jumătate a secolului al XVIII-lea din regiunile ungurești Tótkomlós, Békéscsaba și Szarvas.

## Localizare
Orașul Nădlac este situat în vestul României, având coordonatele: 46°10′ latitudine nordică și 20°45′ longitudine estică. Este situat la granița cu Ungaria, fiind unul din cele mai importante puncte de trecere a frontierei. Administrativ aparține județului Arad.

## Geografie
Orașul este situat la extremitatea de vest a țării, în exclusivitate în Câmpia de Vest, la nord de râul Mureș. Este totodată cel mai important punct de trecere al frontierei pentru autoturisme între România și Ungaria. Suprafața totală a Nădlacului este de 133,15 km², din care suprafața arabilă este de 121,17 km².

### Climă
Clima este continental-moderată, cu influențe sub-meditareneene, anual înregistrându-se o temperatură medie de 10–12 °C.

## Istorie
Săpăturile arheologice au scos la iveală urme de locuire din neolitic și din perioada daco-romană. În secolul X așezarea s-a aflat sub stăpânirea voievodului Glad. Există referiri că la Nădlac exista o cetate la 1192, distrusă de tătari în 1241. Prima atestare documentară sigură datează din 11 martie 1313, când așezarea este amintită într-un testament sub numele de Noglog.

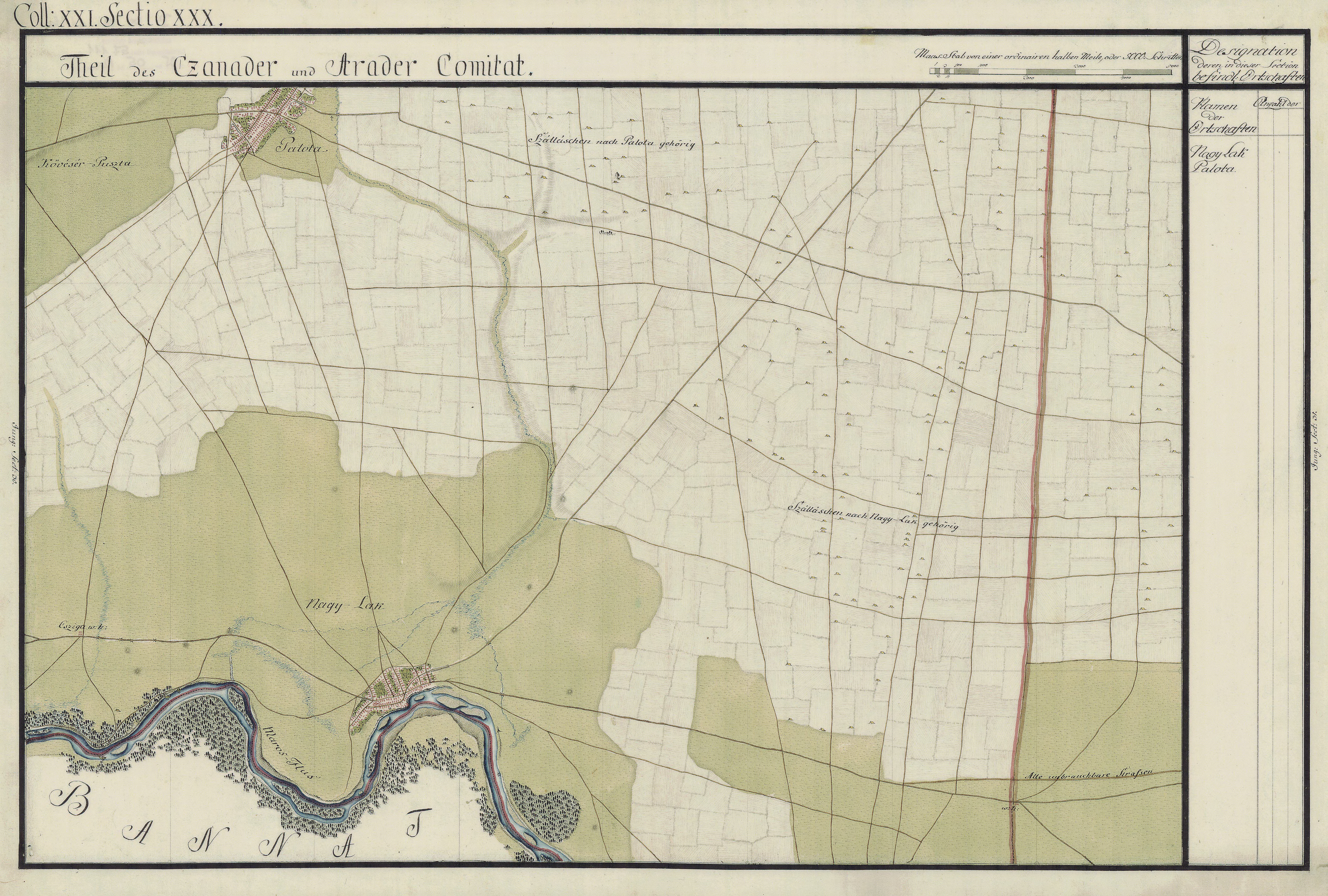
Nădlac în hărțile iozefine ale Comitatului Cenad, 1782-85

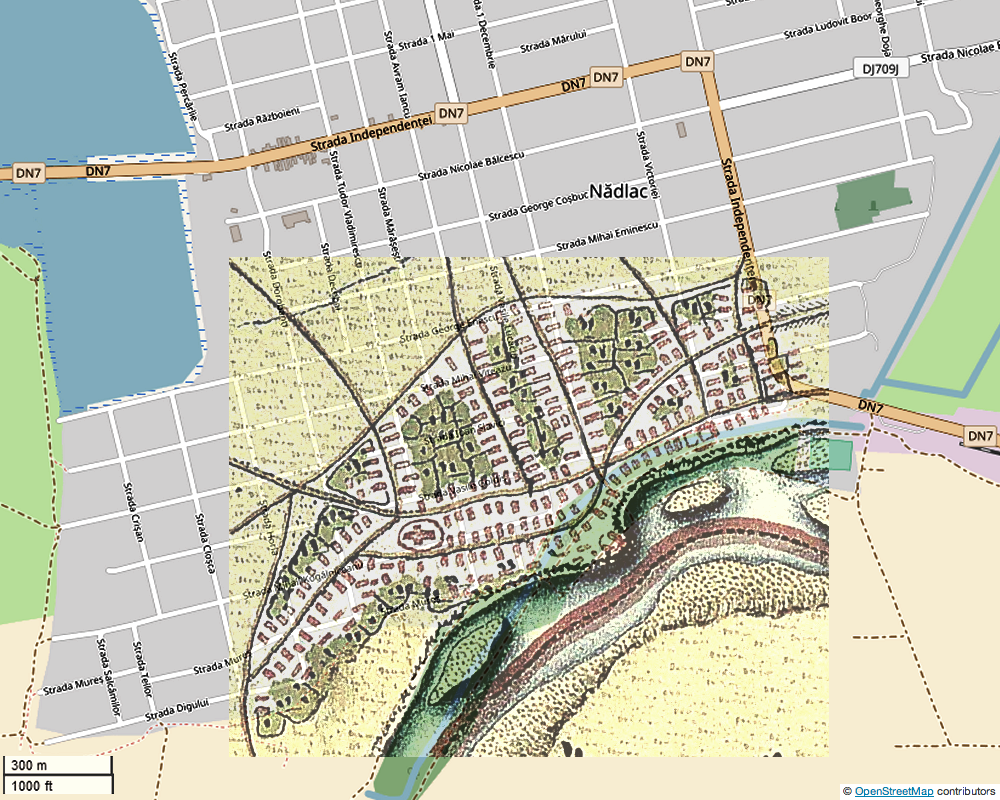
Localizarea Nădlacului conform hărților iozefine pe harta actuală

Între 1446–1451 s-a aflat în posesia lui Iancu de Hunedoara. În 1474 regele Matei Corvin a dăruit moșia Nădlac familiei de feudali sârbi Jakšić⁠(d). Aceștia au construit la Nădlac un castel cu turnuri de apărare și șanțuri, pentru întâmpinarea năvălitorilor. În 1514 oștirile lui Gheorghe Doja au atacat Nădlacul. La 27 mai ei au înfrânt apărarea nobiliară și au incendiat cetatea.
În 1529 Nădlacul a fost pustiit de turci, pentru ca mai apoi cetatea să ajungă sub stăpânire turcă. Între 1691–1716 forțele habsburgice comandate de Eugen de Savoia au eliberat Banatul de sub stăpânirea otomană.
La începutul secolului al XIX-lea a urmat o nouă etapă în dezvoltarea așezării, în care la Nădlac au fost colonizați slovaci. Localitatea a fost ridicată la rangul de comună urbană în 1820, având mai multe bresle de meseriași.
În 1918 românii din Nădlac au trimis o delegație la Marea Adunare Națională de la Alba Iulia.
Comuna a fost declarată oraș la 17 februarie 1968.
În data de 4 aprilie 2003, Mikuláš Dzurinda⁠(d), premierul Slovaciei, a întreprins o vizită la Nădlac și a promis că guvernul slovac va sprijini proiectele celor peste 20 000 de etnici slovaci din România.
La 11 octombrie 2016 președintele Republicii Slovace, Andrej Kiska, a efectuat o vizită la Nădlac, localitate unde trăiește cea mai numeroasă comunitate de slovaci din România, prilej cu care i-a fost acordat titlul de Cetățean de Onoare al orașului.

### Colonizarea slovacă

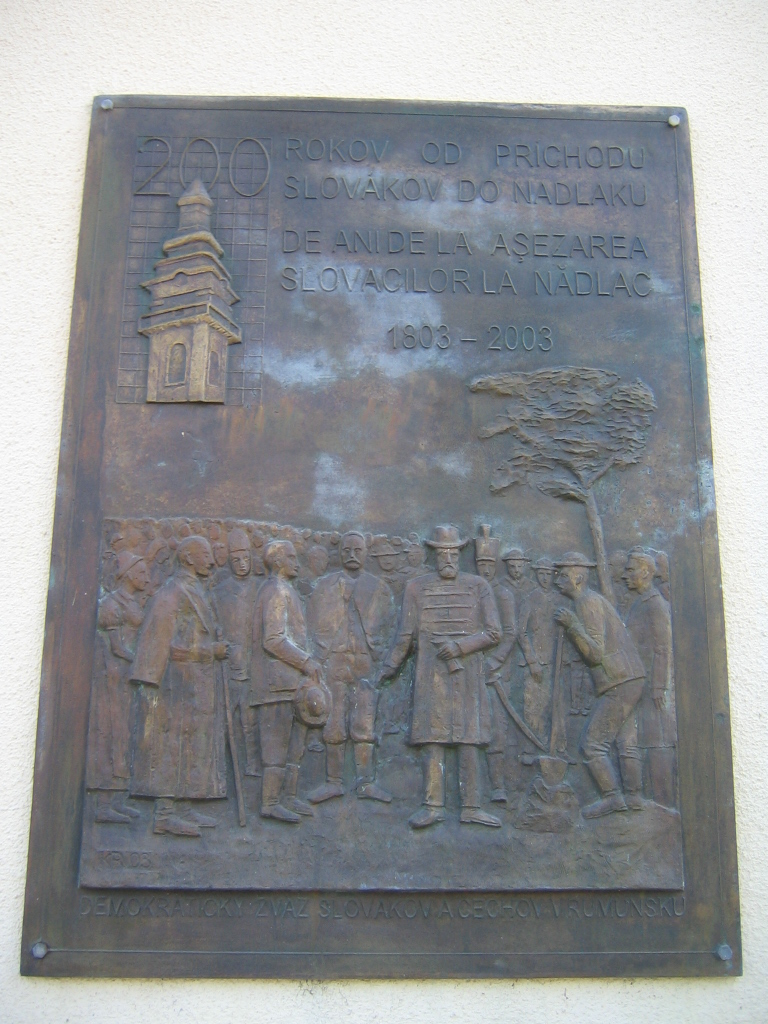
Placă comemorativă 200 de ani de la venirea slovacilor în Nădlac

În secolul al XVII-lea situația iobagilor slovaci din Slovacia s-a deteriorat, cauzele fiind economice (sporirea dărilor, robotei), religioase (recatolicizatea protestanților), iar la începutul secolului al XVIII-lea ciuma din 1708–1710. Acest lucru a determinat părăsirea în masă de către ei a ținuturilor natale și emigrarea, în special în Ținuturile de Jos (în limba maghiară Alföld, în limba slovacă Dolná zem). Deși fuga iobagilor era interzisă administrativ, ei erau bineveniți pe proprietățile nobililor din Ținuturile de Jos, care în 1729 au cerut Dietei să le permită rămânerea pe loc, ca iobagi contractuali, nu legați de glie. Pentru a se stabili, slovacii beneficiau de recunoașterea libertății religioase și de unele facilități, cum ar fi lemne de construcție și foc, scutiri de dări și robotă în primii doi ani.
În secolul al XVIII-lea populația din Tótkomlós (în limba slovacă  Slovenský Komlóš), unde exista o comunitate slovacă numeroasă, a crescut, ca urmare pământul arabil a devenit insuficient. Există informații din 1786 din care reiese sărăcirea locuitorilor slovaci, care căutau teren de lucrat, inclusiv la Nădlac. Însemnările preotului ortodox Sava Crvenković menționează în 1778 în Nădlac 182 de iobagi și jeleri de confesiune evanghelică. Totuși, atât ei, cât și românii, erau insuficienți pentru a lucra tot pământul Nădlacului. Există un tabel din 28 iulie 1800 cu locuitorii din Tótkomlós care au cerut să plece la Nădlac, fapt care li s-a permis prin Hotărârea Regală nr. 14158 din 27 august 1800. În total circa 200 de familii din Tótkomlós, Békéscsaba și Szarvas au semnat contracte. În 1801 au venit la lucru 24 de familii de jeleri, iar în 1802 alte 154. În toamna anului 1802 pământurile pentru coloniști au fost delimitate, arate și însămânțate, iar ei s-au întors peste iarnă în localitățile de proveniență. În primăvara anului 1803 au venit la Nădlac definitiv și au început să-și construiască casele.
În secolul al XIX-lea, în zona comitatelor Bichiș și Cenad trăiau peste 83 000 de slovaci.

## Demografie
Componența etnică a orașului Nădlac
     Români (48,89%)
     Slovaci (36,6%)
     Romi (4,42%)
     Maghiari (1,74%)
     Alte etnii (1,24%)
     Necunoscută (7,11%)
Componența confesională a orașului Nădlac
     Ortodocși (42,95%)
     Evanghelici luterani (26,43%)
     Romano-catolici (12,39%)
     Penticostali (5,18%)
     Greco-catolici (1,73%)
     Alte religii (3,62%)
     Necunoscută (7,7%)
Conform recensământului efectuat în 2021, populația orașului Nădlac se ridică la 6.713 locuitori, în scădere față de recensământul anterior din 2011, când fuseseră înregistrați 7.398 de locuitori. Cei mai mulți locuitori sunt români (48,89%), cu minorități de slovaci (36,6%), romi (4,42%) și maghiari (1,74%), iar pentru 7,11% nu se cunoaște apartenența etnică. Din punct de vedere confesional, cei mai mulți locuitori sunt ortodocși (42,95%), cu minorități de evanghelici luterani (26,43%), romano-catolici (12,39%), penticostali (5,18%) și greco-catolici (1,73%), iar pentru 7,7% nu se cunoaște apartenența confesională.
|  | Graficele sunt indisponibile din cauza unor probleme tehnice. Mai multe informații se găsesc la Phabricator și la wiki-ul MediaWiki. |

Date: Recensăminte sau birourile de statistică - grafică realizată de Wikipedia

## Economie

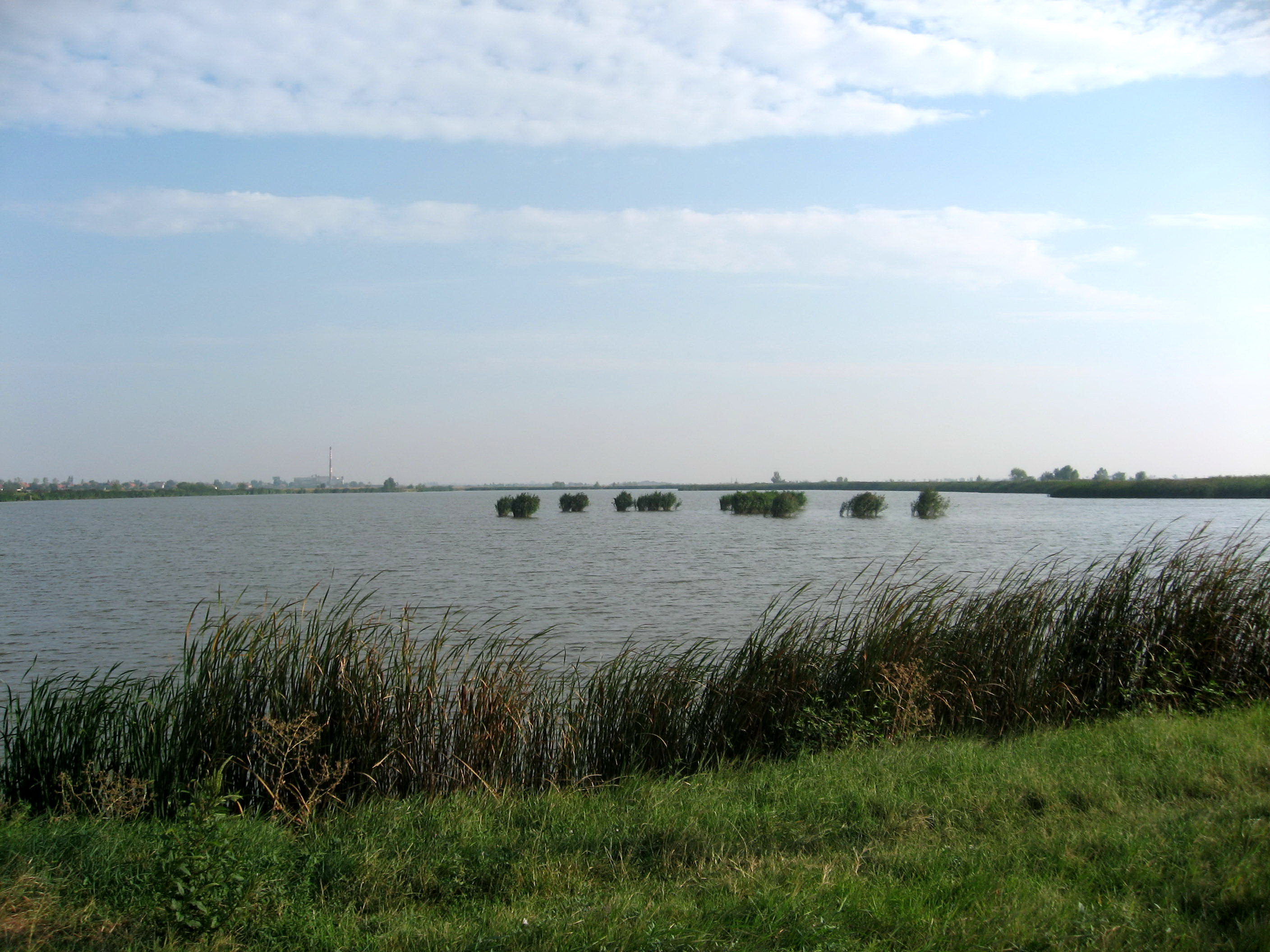
Pescăria de lângă Nădlac

Economia Nădlacului este centrată pe agricultură, cu o pondere mai mică în industria ușoară și comerț. Industria ușoară se rezumă la sectorul alimentar, textil și de prelucrare a lemnului. O altă latură eonomică o reprezintă micii meseriași: zidari, zugravi, dulgheri, tâmplari, etc. La nivelul orașului există circa 150 de agenți economici, 2 bănci.
Punctul Vamal, unul dintre cele mai importante din România și totodată cel mai traficat, este o altă sursă de venit și de potențial de dezvoltare.
Sunt 2 punte vamale, 1 este pe DN7 iar al 2 este pe autostrada A1, recent deschis punct vamal 3 care deserveste numai populatia din localitatile Nadlac si Csanadpalota.

## Politică și administrație
Orașul Nădlac este administrat de un primar și un consiliu local compus din 15 consilieri. Primarul, Mircea-Laurențiu Onea[*], de la Partidul Național Liberal, este în funcție din 1 noiembrie 2024. Începând cu alegerile locale din 2024, consiliul local are următoarea componență pe partide politice:
|  | Partid                                                  | Consilieri | Componența Consiliului | Componența Consiliului | Componența Consiliului | Componența Consiliului | Componența Consiliului |
|  | ------------------------------------------------------- | ---------- | ---------------------- | ---------------------- | ---------------------- | ---------------------- | ---------------------- |
|  | Partidul Social Democrat                                | 5          |                        |                        |                        |                        |                        |
|  | Partidul Național Liberal                               | 5          |                        |                        |                        |                        |                        |
|  | Uniunea Democratică a Slovacilor și Cehilor din România | 4          |                        |                        |                        |                        |                        |
|  | Alianța pentru Unirea Românilor                         | 1          |                        |                        |                        |                        |                        |

| Orașe înfrățite - Budmerice , Slovacia - Nădlac, Ungaria - Tótkomlós, Ungaria - Brezno, Slovacia - Východná , Slovacia - Jelšava, Slovacia - Krompachy, Slovacia - Nový_Bydžov (en/sk), Republica Cehă - Bački Petrovac (en/sk/sr), Serbia - Covăcița, Serbia | Orașe partenere - Pukanec , Slovacia - Spišská Nová Ves, Slovacia - Rejdová , Slovacia |

## Turism
În Nădlac se găsesc mai multe monumente de interes turistic, precum și un interes particular din partea turiștilor slovaci față de comunitatea slovacă. Se pot vizita: Biserica evanghelică slovacă, Biserica ortodoxă română, Biserica ortodoxă sârbă, Biserica romano-catolică, Muzeul Etnografic Slovac, Parcul Central, Parcul Pădurice.

## Personalități
- Uroș Pătean (1875–1924), membru Marelui Sfat Național Român, ales ca deputat în Marea Adunarea Național de la Alba Iulia din 01.12.1918
- Mihai Lucuția (1873 - 1938), deputat în Marea Adunare Națională de la Alba Iulia 1918, preot
- Trifon Lugojan (1874 - 1948), deputat în Marea Adunare Națională de la Alba Iulia 1918
- Traian Borneaș (1884 - 1937), deputat în Marea Adunare Națională de la Alba Iulia 1918
- Leontin Ghergariu (1897–1980), scriitor, ziarist, profesor
- Uroș Totorean (1874 - 1935), deputat în Marea Adunare Națională de la Alba Iulia 1918
- Štefan Jačiansky (cs/en) (1930-1995), jucător și antrenor de fotbal[15]
- Pavol Bujtar (1936-2024), prozator, publicist[16]
- Pavel Rozkoš (n. 1937), scriitor, traducător, cercetător folcloristic și lingvistic[17]
- Elena Stoinescu (n. 1942), artist plastic decorator,
- Ondrej Štefanko (1949–2008), scriitor, poet, traducător[18]

## Imagini

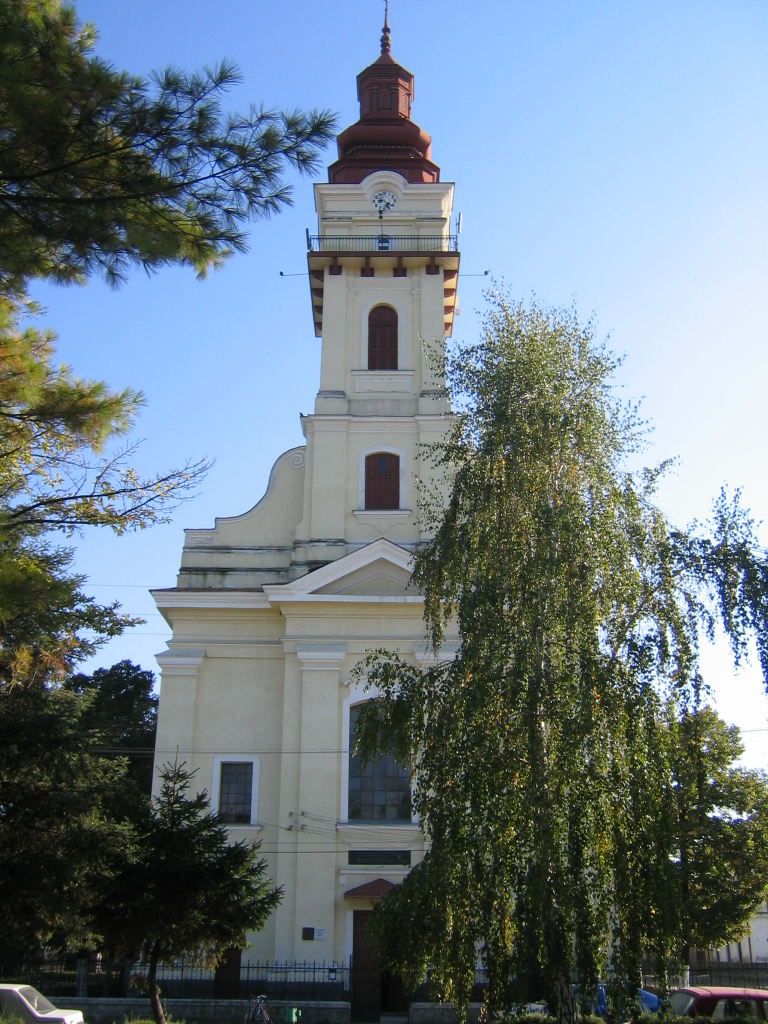
Biserica evanghelică, monument istoric
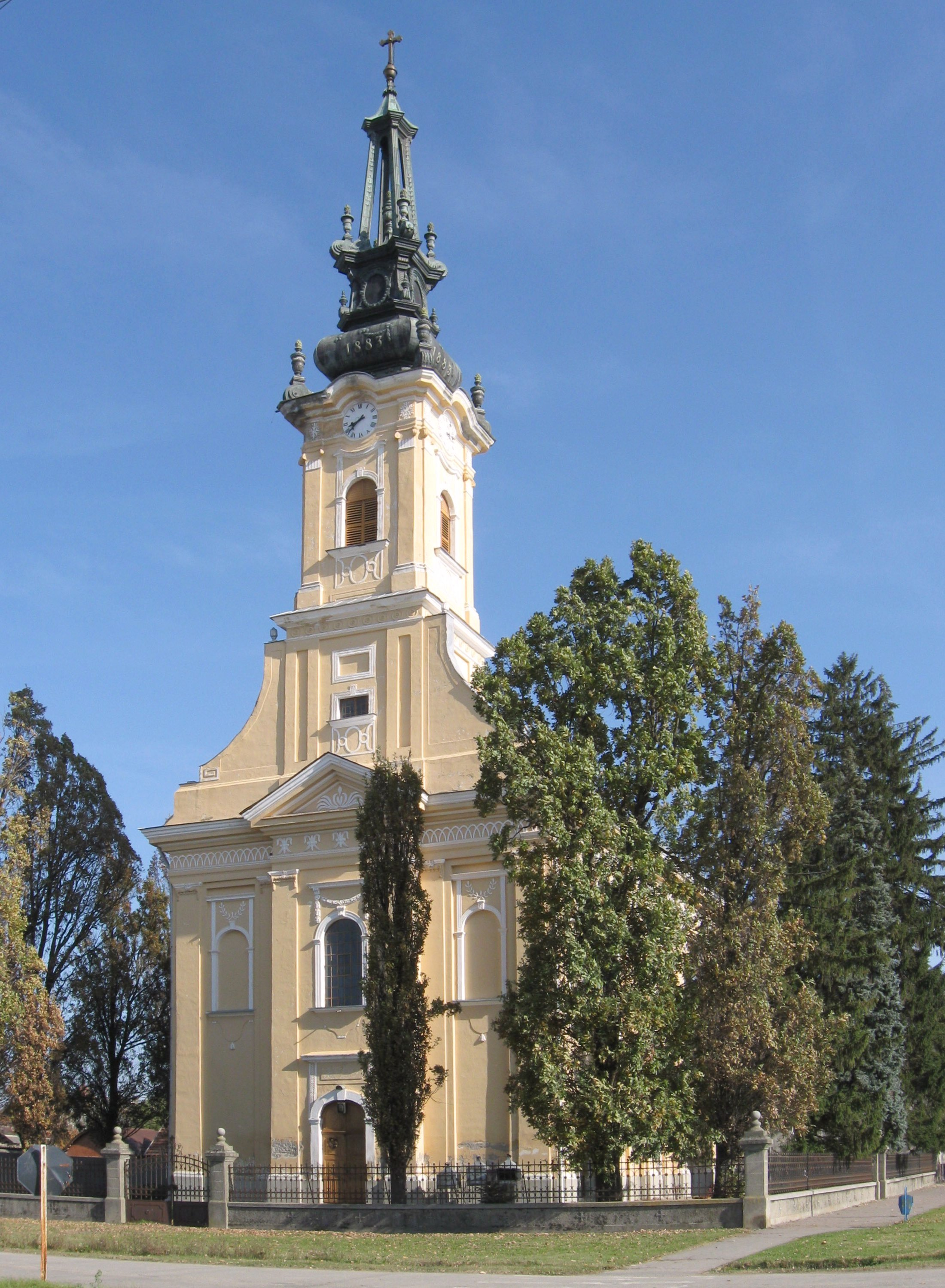
Biserica ortodoxă, monument istoric
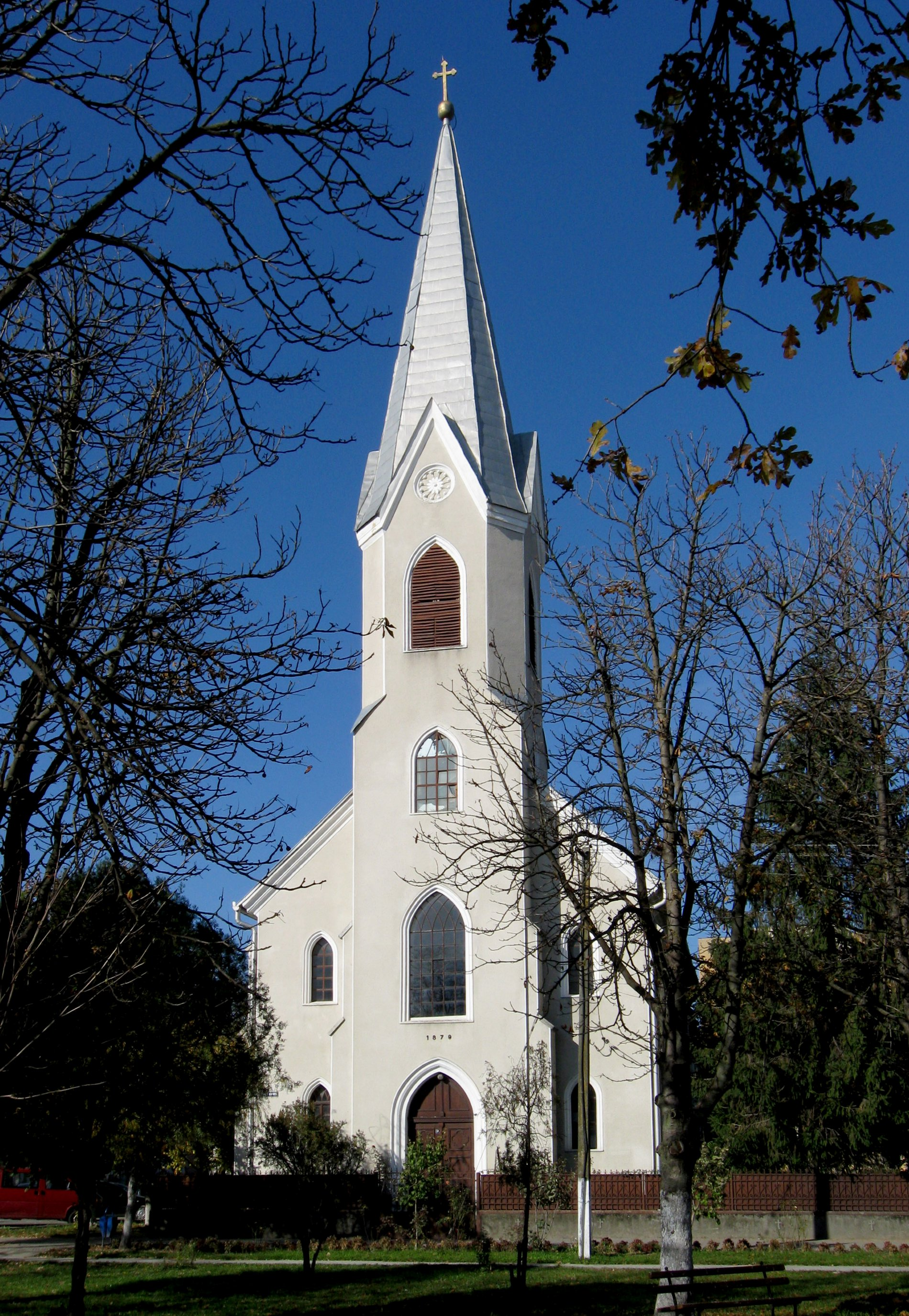
Biserica romano-catolică

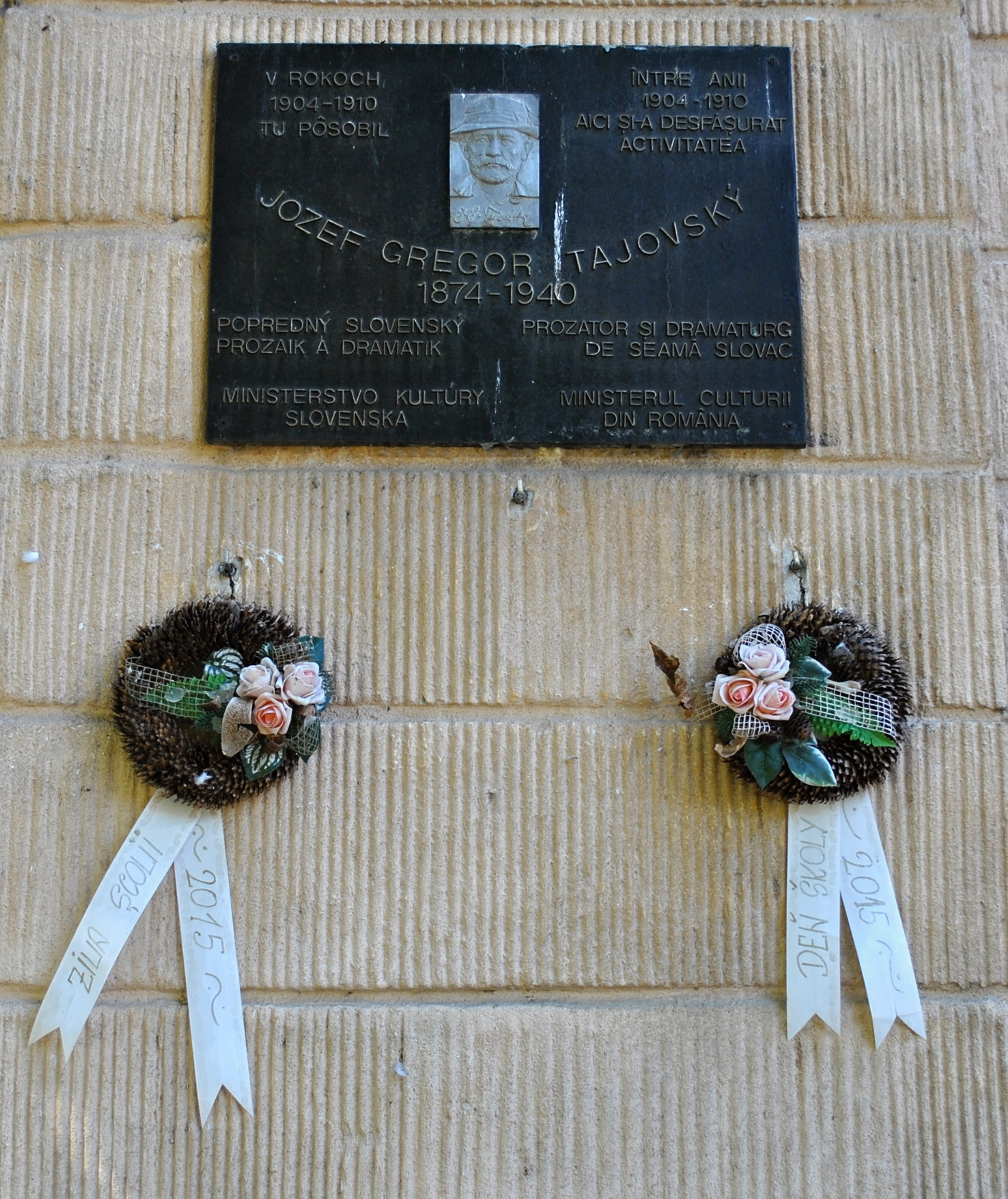
Placă memorială J.G. Tajovsky
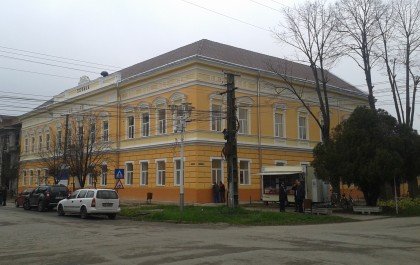
Liceul teoretic „J. G. Tajovsky” clasele V-VIII
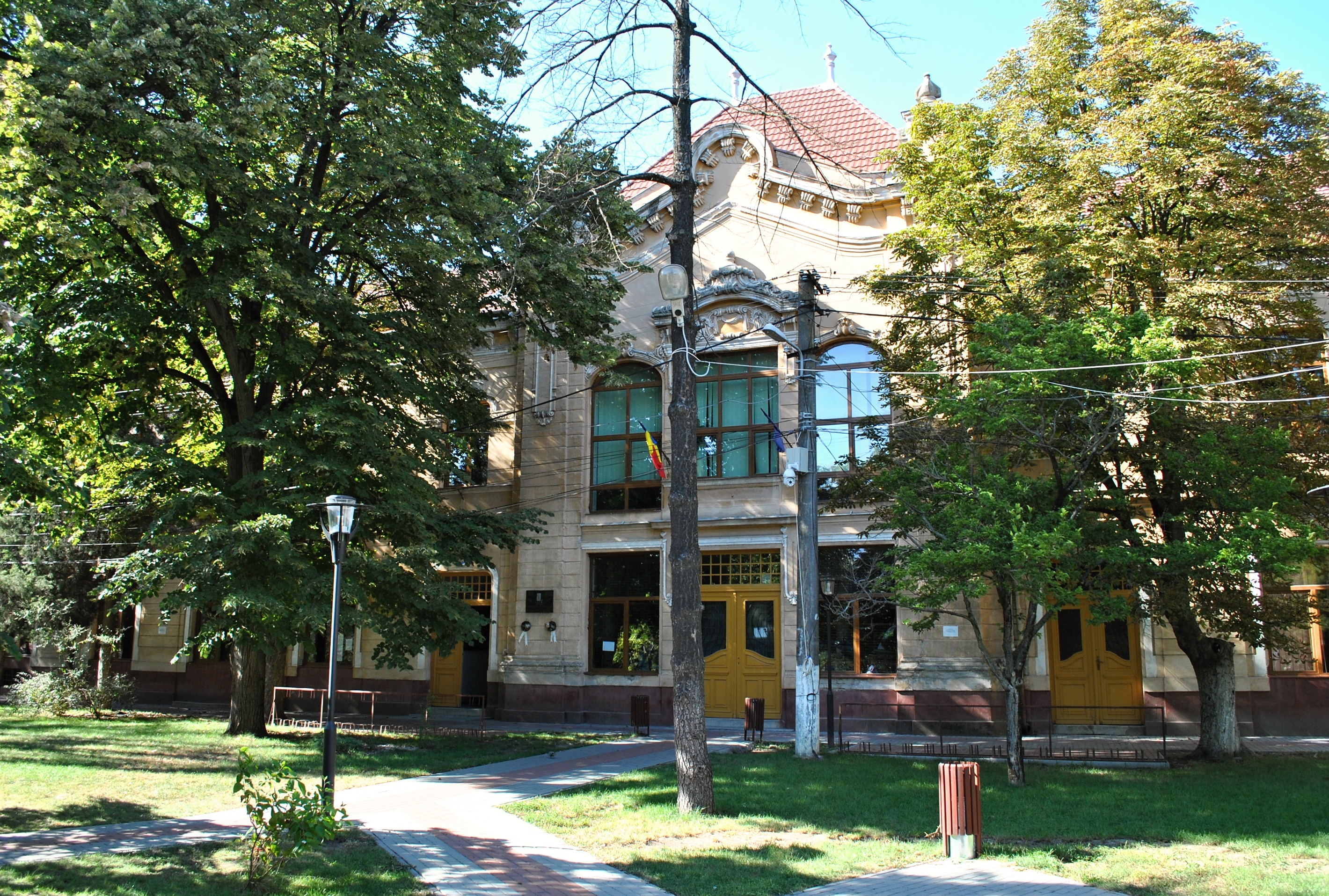
Liceul teoretic „J. G. Tajovsky” clasele IX-XII